# Острица
Острица је планина у централној Србији. Налази се на удаљености од 20,2 километра од Чачка.   
Највиши врх износи 802 метра. Испод планине лежи село Остра